# Natació als Jocs Olímpics d'estiu de 1912 - relleus 4x200 metres lliures masculins
Els relleus 4x200 metres lliures masculins va ser una de les nou proves de natació que es disputaren als Jocs Olímpics d'Estocolm de 1912. Era la segona vegada que es disputava aquesta prova en uns Jocs. La competició es disputà del divendres 12 i el dilluns 15 de juliol de 1912. Hi van prendre part 20 nedadors procedents de 5 països.

## Medallistes
| Or                                                                      | Plata                                                                            | Bronze                                                                     |
| AustralàsiaCecil Healy Malcolm Champion Leslie Boardman Harold Hardwick | Estats UnitsKenneth Huszagh · Harry Hebner · Perry McGillivray · Duke Kahanamoku | Regne UnitWilliam Foster · Thomas Battersby · John Hatfield · Henry Taylor |

## Rècords
Aquests eren els rècords del món i olímpic que hi havia abans de la celebració dels Jocs Olímpics de 1912.
| Rècord del Món | 10:53.4 | William Foster Paul Radmilovic John Derbyshire Henry Taylor | Londres (GBR) | 24 de juliol de 1908 |
| Rècord Olímpic | 10:53.4 | William Foster Paul Radmilovic John Derbyshire Henry Taylor | Londres (GBR) | 24 de juliol de 1908 |

Els cinc equips van nedar en un temps inferior al rècord del món vigent fins aleshores en semifinals. Els estatunidencs, guanyadors de la primera semifinal, van aconseguir durant un breu moment el rècord el món. En la segona semifinals fou l'equip Australàsia el que millorà el temps. El mateix equip va millorar el seu propi rècord en la final.

## Resultats

### Semifinals
Els dos primers de cada sèrie i el millor tercer classificat passava a la final. Com sols foren cinc els equips que van prendre part en aquesta prova els cinc equips passaren a la final, sense que cap quedés eliminat.
Semifinal 1
| Posició | Nedadores                                                           | Temps   | Qual. |
| ------- | ------------------------------------------------------------------- | ------- | ----- |
| 1       | Ken Huszagh, Duke Kahanamoku, Perry McGillivray, Harry Hebner (USA) | 10:26.4 | QF WR |
| 2       | László Beleznai, Imre Zachár, Alajos Kenyery, Béla Las-Torres (HON) | 10:34.6 | QF    |
| 3       | William Foster, Thomas Battersby, Jack Hatfield, Henry Taylor (GBR) | 10:39.4 | qf    |

Semifinal 2
| Posició | Nedadores                                                             | Temps   | Qual. |
| ------- | --------------------------------------------------------------------- | ------- | ----- |
| 1       | Harold Hardwick, Malcolm Champion, Leslie Boardman, Cecil Healy (ANZ) | 10:14.0 | QF WR |
| 2       | Oscar Schiele, Georg Kunisch, Kurt Bretting, Max Ritter (GER)         | 10:42.2 | QF    |

### Final
| Posició | Nedadores                                                             | Temps      |
| ------- | --------------------------------------------------------------------- | ---------- |
| 1       | Cecil Healy, Malcolm Champion, Leslie Boardman, Harold Hardwick (ANZ) | 10:11.2 WR |
| 2       | Ken Huszagh, Perry McGillivray, Harry Hebner, Duke Kahanamoku (USA)   | 10:20.2    |
| 3       | William Foster, Thomas Battersby, Jack Hatfield, Henry Taylor (GBR)   | 10:28.6    |
| 4       | Oscar Schiele, Georg Kunisch, Kurt Bretting, Max Ritter (GER)         | 10:37.0    |
| 5       | (HON)                                                                 | DNS        |